# Broniszewo (województwo warmińsko-mazurskie)
Broniszewo – kolonia w Polsce położona w województwie warmińsko-mazurskim, w powiecie elbląskim, w gminie Młynary.
W latach 1975–1998 miejscowość administracyjnie należała do województwa elbląskiego.